# 궈보슝
궈보슝(郭伯雄, 1942년 7월~ )은 중화인민공화국의 전 군인이다. 중국인민해방군 수뇌부 중의 한 명이었으며, 계급은 상장이었다. 중국공산당 중앙군사위원회 제1부주석이었다. 2015년 4월부터 거액 수뢰 등으로 조사를 받았으며 2016년 7월 무기 징역형이 선고되었다.

## 약력
- 1961년 9월 - 중국인민해방군 입대.
- 1963년 3월 - 중국 공산당에 입당.
- 1988년 9월 - 소장으로 진급.
- 1981년 - 19군 55사단 참모장에 임명.
- 1982년 - 란저우 군구 사령부 작전참모부 부부장에 임명.
- 1983년 - 인민해방군 군사학원을 졸업.
- 1983년 - 19군 참모장에 임명.
- 1985년 - 란저우 군구 부참모장에 임명.
- 1990년 6월 - 제47집단군 군장에 임명.
- 1993년 12월 - 베이징 군구 부사령관, 당위원회 상무위원.
- 1995년 7월 - 중장으로 진급.
- 1997년 - 란저우 군구 사령관에게 임명.
- 1999년 - 중국공산당 중앙군사위원회 위원, 인민해방군 상무 부총참모장에 임명.
- 1999년 9월 - 상장으로 진급.
- 2002년 11월 - 당중앙위원회 정치국 위원, 중앙군사위원회 부주석.

중국 공산당 제15기 및 16기 중앙위원, 중앙정치국 위원.